# Ines Paulke
Ines Paulke (20. september 1958 – 17. februar 2010) var en tysk rockmusiker.
Forud for sin karriere var hun uddannet sygeplejeske. Indtil 1986, spillede hun i bandet Datzu, hun forlod bandet for at begynde sin solokarriere.
Efter at bryde et langvarigt partnerskab med pianisten Peter Schenderlein, flyttede hun i 2007 sammen med ny kæreste Allgäu Helmut Maier, som hun havde mødt gennem internettet. I 2009 stoppede deres forhold igen.
Om natten den 17. februar 2010 begik hun selvmord i Thannhausen, 51 år.